# Razzie Awards 2024
La 45ª edizione dei Razzie Awards si è svolta il 1º marzo 2025 per premiare il peggio della produzione cinematografica statunitense dell'anno 2024.
Le candidature sono state annunciate il 22 gennaio 2025; il film più nominato è stato Joker: Folie à Deux con sette candidature.

## Vincitori e candidati
Vengono di seguito indicati i candidati.

### Peggior film
- Madame Web, regia di S. J. Clarkson
- Borderlands, regia di Eli Roth
- Joker: Folie à Deux, regia di Todd Phillips
- Megalopolis, regia di Francis Ford Coppola
- Reagan, regia di Sean McNamara

### Peggior regista
- Francis Ford Coppola - Megalopolis
- S. J. Clarkson - Madame Web
- Todd Phillips - Joker: Folie à Deux
- Eli Roth - Borderlands
- Jerry Seinfeld - Unfrosted - Storia di uno snack americano

### Peggior attore
- Jerry Seinfeld - Unfrosted - Storia di uno snack americano
- Jack Black - Dear Santa
- Zachary Levi - Il magico mondo di Harold
- Joaquin Phoenix - Joker: Folie à Deux
- Dennis Quaid - Reagan

### Peggior attrice
- Dakota Johnson - Madame Web
- Cate Blanchett - Borderlands
- Bryce Dallas Howard - Argylle - La super spia
- Lady Gaga - Joker: Folie à Deux
- Jennifer Lopez - Atlas

### Peggior prequel, remake, rip-off o sequel
- Joker: Folie à Deux
- The Crow - Il corvo
- Kraven - Il cacciatore
- Mufasa - Il re leone
- Rebel Moon - Parte 2: La sfregiatrice

### Peggior attore non protagonista
- Jon Voight - Megalopolis e Reagan
- Jack Black - Borderlands
- Kevin Hart - Borderlands
- Shia LaBeouf - Megalopolis
- Tahar Rahim - Madame Web

### Peggior attrice non protagonista
- Amy Schumer - Unfrosted - Storia di uno snack americano
- Ariana DeBose - Argylle - La super spia e Kraven - Il cacciatore
- Lesley-Anne Down - Reagan
- Emma Roberts - Madame Web
- FKA twigs - The Crow - Il corvo

### Peggior sceneggiatura
- Madame Web - scritto da Matt Sazama, Burk Sharpless, Claire Parker e S. J. Clarkson
- Joker: Folie à Deux - scritto da Scott Silver e Todd Phillips
- Kraven - Il cacciatore - scritto da Art Marcum, Matt Holloway e Richard Wenk
- Megalopolis - scritto da Francis Ford Coppola
- Reagan - scritto da Howard Klausner

### Peggior combinazione
- Joaquin Phoenix e Lady Gaga - Joker: Folie à Deux
- Due qualsiasi degli odiosi personaggi - Borderlands
- Due qualsiasi dei poco divertenti "attori comici" - Unfrosted - Storia di uno snack americano
- L'intero cast - Megalopolis
- Dennis Quaid e Penelope Ann Miller - Reagan